# 20 grudnia
20 grudnia jest 354. (w latach przestępnych 355.) dniem w kalendarzu gregoriańskim. Do końca roku pozostaje 11 dni.

## Święta
- Imieniny obchodzą: Amon, Bogumił, Bogumiła, Dagmara, Dagna, Dominik, Eugeniusz, Krystian, Liberat, Makary, Ptolemeusz, Teofil, Ursycyn, Wincenty, Zefiryn i Zenon.
- Międzynarodowe – Międzynarodowy Dzień Solidarności (od 2006 ustanowione przez Zgromadzenie Ogólne ONZ na zakończenie pierwszej Dekady Walki z Ubóstwem)[1]
- Polska – Dzień Ryby
- Reunion – Rocznica Zniesienia Niewolnictwa
- Rosja – Dzień pracownika organów bezpieczeństwa Federacji Rosyjskiej(inne języki) (Dzień Czekisty)[2]
- Wspomnienia i święta w Kościele katolickim[3][4] obchodzą:
  - Św. Dominik z Silos (opat)
  - Święci Makary i Eugeniusz, prezbiterzy z Antiochii († poł. IV w.)
  - Św. Wincenty Dominik Romano (prezbiter)
  - Św. Zefiryn (papież)

## Wydarzenia w Polsce

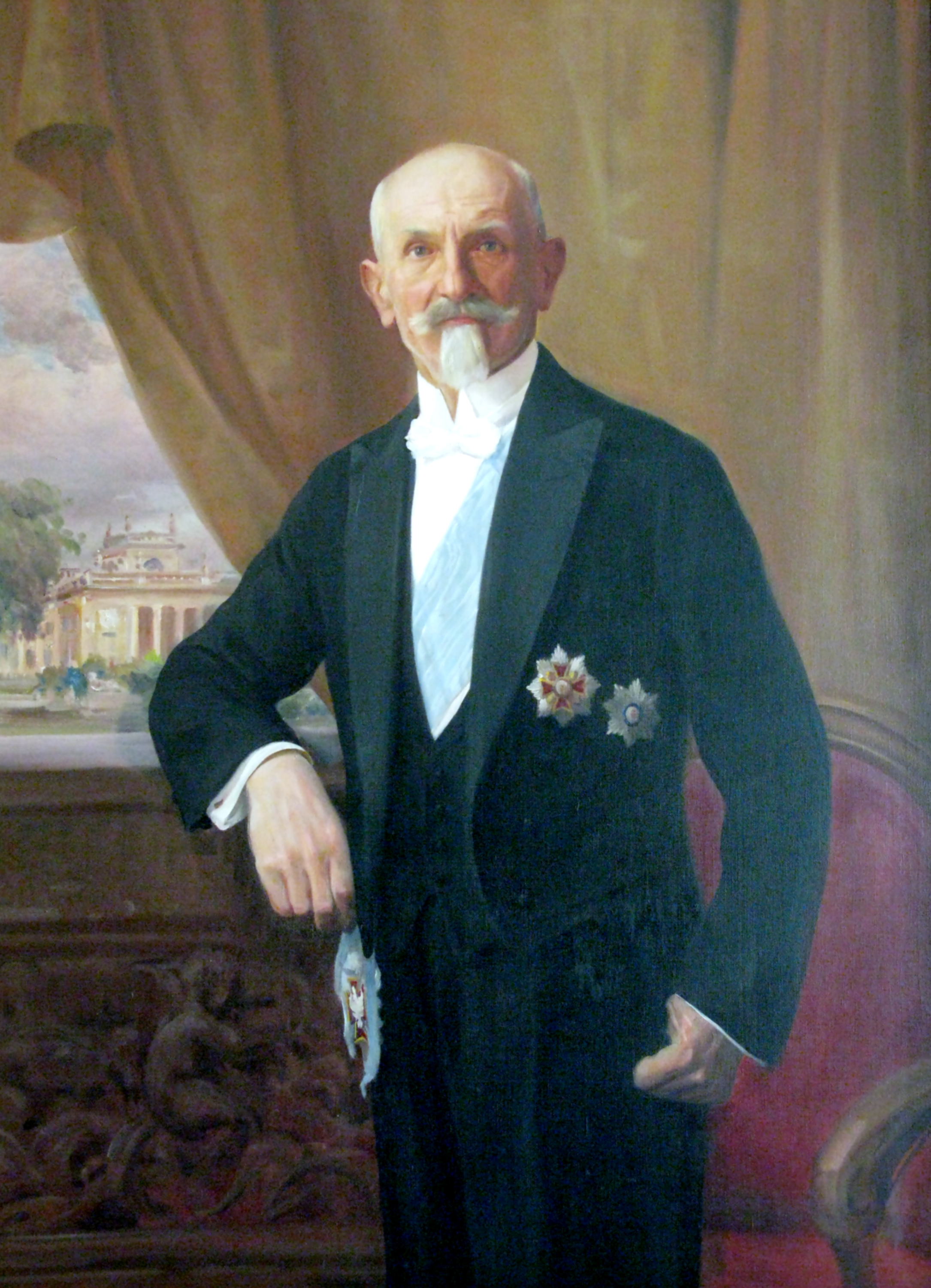
Drugi prezydent RP Stanisław Wojciechowski

- 1261 – Po zniesieniu przez papieża Urbana IV klątwy z księcia wrocławskiego Bolesława II Rogatki ukorzył się on pod katedrą wrocławską wraz z setką rycerzy przed biskupem Tomaszem I i wręczył mu przywilej gwarantujący pełny immunitet dla posiadłości biskupich, a także obiecał przez 6 lat płacić co roku po grzywnie złota na budowę nowej katedry.
- 1409 – Zakon krzyżacki zawarł antypolski sojusz z królem Węgier Zygmuntem Luksemburskim.
- 1602 – Biskup Bernard Maciejowski erygował seminarium krakowskie.
- 1655 – Potop szwedzki: podczas oblężenia Jasnej Góry obrońcy pod wodzą Stefana Zamojskiego dokonali brawurowego wypadu z twierdzy, podczas którego zagwoździli dwa szwedzkie działa i wybili kopiących tunel olkuskich górników.
- 1812 – Zarządzeniem władz Księstwa Warszawskiego sformowano lekką polską kawalerię o charakterze narodowym, której członków zwano Krakusami.
- 1903 – Poświęcono kościół Najświętszej Maryi Panny Różańcowej w Pabianicach.
- 1914 – I wojna światowa: odparciem przez Rosjan ataku niemieckiego zakończyła się bitwa nad Bzurą (19 listopada-20 grudnia).
- 1919 – Założono Polski Związek Piłki Nożnej.
- 1922 – Stanisław Wojciechowski został wybrany przez Zgromadzenie Narodowe na urząd prezydenta RP.
- 1934 – Premiera filmu Czarna perła w reżyserii Michała Waszyńskiego.
- 1938 – Została uruchomiona kolej linowo-terenowa na Gubałówce.
- 1940 – Katowice stały się stolicą niemieckiej Prowincji Górnośląskiej (Gau Oberschlesien).
- 1942 – W odwecie za pomoc udzieloną przez mieszkańców ruchowi oporu, Niemcy dokonali pacyfikacji wsi Rachodoszcze w powiecie zamojskim, zabijając 46 osób.
- 1968 – Album Czesława Niemena Dziwny jest ten świat jako pierwsze polskie wydawnictwo muzyczne otrzymał status Złotej Płyty.
- 1970 – Grudzień 1970: Władysław Gomułka został odsunięty od władzy. Na nowego pierwszego sekretarza KC PZPR wybrano Edwarda Gierka.
- 1981 – Zakończył się strajk w Porcie Gdańskim.
- 1988 – W Warszawie rozpoczęła się pierwsza część obrad X Plenum KC PZPR.
- 1991 – Polska została przyłączona do Internetu.
- 1993 – Henryk Apostel został selekcjonerem reprezentacji Polski w piłce nożnej.
- 2003:
  - Otwarto stację metra warszawskiego Dworzec Gdański.
  - Wystartowały kanały telewizyjne Kino Polska i MiniMini.
- 2012:
  - Dokonano oblotu motoszybowca z napędem elektrycznym AOS-71.
  - Z linii montażowej fabryki w Tychach zjechał ostatni Fiat Panda, którego produkcję przeniesiono do Włoch.
- 2023:
  - Minister kultury i dziedzictwa narodowego Bartłomiej Sienkiewicz odwołał dotychczasowych prezesów Zarządów Telewizji Polskiej, Polskiego Radia i Polskiej Agencji Prasowej i ich Rady Nadzorcze. Działania te zostały zakwestionowane jako niezgodne z prawem m.in. przez przedstawicieli opozycji parlamentarnej oraz niektórych dziennikarzy i publicystów.
  - O 11:18 kanał TVP INFO wstrzymał nadawanie, a następnie rozpoczął emisję sygnału innego kanału telewizyjnego, TVP 1. Stało się to w związku z odwołaniem dotychczasowego zarządu TVP oraz powołaniem przez nową Radę Nadzorczą nowego prezesa, Tomasza Syguta. Sama decyzja o odwołaniu poprzedniego prezesa, Mateusza Matyszkowicza została podjęta dzień wcześniej przez ówczesnego Ministra Kultury i Dziedzictwa Narodowego, Bartłomieja Sienkiewicza.

## Wydarzenia na świecie
- 69 – Zwolennicy Wespazjana opanowali Rzym.
- 860 – Ethelbert został królem Wesseksu.
- 1046 – Cesarz rzymski Henryk III Salicki zdetronizował papieża Grzegorza VI.
- 1191 – W Hermannstadt (Sybinie) sascy osiedleńcy w Siedmiogrodzie założyli swe pierwsze probostwo.
- 1192 – Wracający z III wyprawy krzyżowej król Anglii Ryszard I Lwie Serce został wzięty pod Wiedniem do niewoli przez księcia Austrii Leopolda V Babenberga, a następnie przekazany cesarzowi Henrykowi VI Hohenstaufowi. Uwolniono go w 1194 roku po zapłaceniu okupu.
- 1281 – Hartmann, 18-letni syn króla Niemiec Rudolfa I Habsburga, utonął w katastrofie łodzi na Renie wraz z 14 lub 16 towarzyszami.
- 1334 – Francuski kardynał Jacques Fournier został wybrany na trzeciego papieża niewoli awiniońskiej i przyjął imię Benedykt XII.
- 1565 – Rozpoczęło się konklawe, które 7 stycznia następnego roku wybrało na następcę Piusa IV św. Piusa V.
- 1582 – We Francji wprowadzono kalendarz gregoriański.
- 1606 – Rozpoczęła się wyprawa (na okrętach „Susan Constant”, „Godspeed” i „Discovery”) około 100 osadników, którzy następnie założyli Jamestown w Wirginii, pierwszą stałą angielską osadę w Ameryce Północnej.
- 1621 – Wojna trzydziestoletnia: stoczono bitwę pod Kirdorfem.
- 1625 – Założono holenderskie miasto Hoogeveen.
- 1632 – VI wojna polsko-rosyjska: rozpoczęło się regularne oblężenie Smoleńska przez główne siły rosyjskie pod wodzą Michaiła Szeina.
- 1658 – II wojna północna: w Waliesar podpisano szwedzko-rosyjski traktat rozejmowy.
- 1712 – III wojna północna: zwycięstwo Szwedów nad wojskami duńsko-saskimi w bitwie pod Gadebusch.
- 1786 – W New London w stanie Connecticut wykonano egzekucję na 12-letniej zabójczyni Hannah Ocuish, najmłodszej kobiecie skazanej na karę śmierci w amerykańskiej historii.
- 1803 – Zakupiona od Francji Luizjana została formalnie przyłączona do Stanów Zjednoczonych.
- 1806 – Fryderyk August I został królem Saksonii.
- 1808 – Wojna na Półwyspie Iberyjskim: wojska francusko-polskie rozpoczęły II oblężenie Saragossy.
- 1812 – Po 5 miesiącach istnienia zostało zlikwidowane, zależne od Francji, Księstwo Kurlandii, Semigalii i Piltynia.
- 1820 – 20 rozbitków z zatopionego na Pacyfiku przez wieloryba statku wielorybniczego „Essex” wylądowało trzema szalupami na bezludnej wyspie Henderson, skąd odpłynęli po tygodniu po uzupełnieniu zapasów.
- 1830 – W Londynie rozpoczęła się konferencja, podczas której przedstawiciele Wielkiej Brytanii, Francji, Austrii, Prus i Rosji uznali niepodległość Belgii.
- 1835 – Ogłoszono niepodległość Teksasu (od Meksyku).
- 1848 – Karol Ludwik Napoleon Bonaparte został prezydentem Francji.
- 1860 – Karolina Południowa jako pierwszy ze stanów amerykańskiego Południa dokonała secesji. Za jej przykładem poszły kolejne, co doprowadziło do wybuchu wojny secesyjnej.
- 1864 – Wojna secesyjna: wojska Unii zdobyły Savannah wraz z Fortem Jackson w Georgii.
- 1880 – I wojna burska: zwycięstwo wojsk burskich nad brytyjskimi w bitwie pod Bronkhorstspruit.
- 1892 – W stoczni w angielskim Elswick zwodowano japoński krążownik pancernopokładowy „Yoshino”.
- 1900 – Została odkryta kometa okresowa 21P/Giacobini-Zinner.
- 1902 – W Wiedniu odbyła się premiera operetki Druciarz Ferenca Lehára.
- 1906:
  - W armii amerykańskiej wprowadzono regulaminowe nieśmiertelniki.
  - W szwedzkim Malmö uruchomiono pierwszą linię tramwaju elektrycznego.
- 1915 – I wojna światowa: ostatnie oddziały australijskie ewakuowały się spod Gallipoli.
- 1917 – W Rosji Radzieckiej powstała Cze-Ka na czele której stanął Feliks Dzierżyński.
- 1924 – W Austrii szyling zastąpił koronę austro-węgierską.
- 1929 – Po podpisaniu w Chabarowsku układu między Związkiem Radzieckim a Chinami oddziały Armii Czerwonej opuściły terytorium Mandżurii[5].
- 1934 – Utworzono Mordwińską ASRR.
- 1939:
  - Dokonano oblotu radzieckiego samolotu szturmowego Ił-2.
  - W Dolinie Krzemowej w Kalifornii założono Centrum Badawcze im. Josepha Amesa, obecnie jeden z ośrodków NASA.
  - Zainaugurował działalność Teatr Dramatyczny w Homlu na Białorusi.
- 1942 – Około 3 tys. osób zginęło w trzęsieniu ziemi w tureckim mieście Erbaa.
- 1943 – Bitwa o Atlantyk: niemiecki okręt podwodny U-850 został zatopiony na zachód od Madery wraz z całą 66-osobową załogą bombami głębinowymi przez samoloty z amerykańskiego lotniskowca eskortowego USS „Bogue”.
- 1945:
  - Dotychczasowy kanclerz Karl Renner został wybrany na urząd prezydenta Austrii, a nowym kanclerzem został Leopold Figl.
  - Edda Ciano, starsza córka Benito Mussoliniego, została skazana na 2 lata więzienia za popieranie faszyzmu.
- 1946:
  - Premiera filmu To wspaniałe życie w reżyserii Franka Capry.
  - Trzęsienie ziemi i wywołane nim tsunami zabiło na japońskich wyspach Honsiu i Kiusiu 1362 osób, około 2600 zostało rannych, a 100 uznano za zaginione.
- 1951:
  - Oman uzyskał niepodległość (od Wielkiej Brytanii).
  - W elektrowni w Idaho Falls reaktor jądrowy EBR-1 jako pierwszy w świecie dostarczył energii elektrycznej, zapalając 4 żarówki po 200 W.
- 1954 – Francja uznała niepodległość Kambodży.
- 1955 – Cardiff zostało stolicą Walii.
- 1960:
  - Wietkong ogłosił utworzenie Narodowego Frontu Wyzwolenia Wietnamu Południowego.
  - Zachodnioniemiecka policja aresztowała ukrywającego się pod fałszywym nazwiskiem Richarda Baera, byłego komendanta obozów koncentracyjnych Auschwitz-Birkenau i Mittelbau-Dora.
- 1961 – W więzieniu w Belfaście został powieszony 26-letni morderca Robert McGladdery, ostatnia w historii Irlandii Północnej i wyspy Irlandia osoba, na której wykonano wyrok śmierci.
- 1962 – Juan Bosch zwyciężył w pierwszych od 1924 roku wyborach prezydenckich na Dominikanie.
- 1963 – We Frankfurcie nad Menem rozpoczął się drugi proces oświęcimski.
- 1966 – W Hagen zakończył się proces załogi obozu zagłady w Sobiborze.
- 1968 – W mieście Benicia w Kalifornii seryjny morderca „Zodiak” zamordował swoje dwie pierwsze ofiary.
- 1970 – 29 osób zginęło w pożarze hotelu Pioneer International w Tucson w amerykańskim stanie Arizona.
- 1971:
  - Powstała organizacja Lekarze bez Granic.
  - Zulfikar Ali Bhutto został prezydentem Pakistanu.
- 1972 – Wojna wietnamska: polski drobnicowiec „Józef Conrad” został uszkodzony w czasie amerykańskiego bombardowania portu Hajfong w Wietnamie Północnym, w wyniku czego zginęło 4 marynarzy, a 3 zostało rannych.
- 1973 – Premier Hiszpanii Luis Carrero Blanco zginął w zamachu bombowym dokonanym w Madrycie przez baskijską organizację ETA.
- 1979 – Premiera filmu Cały ten zgiełk w reżyserii Boba Fosse’a.
- 1981 – Na nowojorskim Broadwayu odbyła się premiera musicalu Dreamgirls z muzyką Henry’ego Kriegera i tekstem Toma Eyena.
- 1987:
  - 4386 osób zginęło w wyniku kolizji promu pasażerskiego „Doña Paz” z tankowcem na Filipinach.
  - U wybrzeży Kuby rozbił się na skale polski jacht „Dar Przemyśla”, na pokładzie którego Henryk Jaskuła jako pierwszy Polak opłynął samotnie Ziemię bez zawijania do portów.
- 1989 – Rozpoczęła się amerykańska inwazja wojskowa na Panamę.
- 1990 – Dimityr Popow został premierem Bułgarii.
- 1991:
  - Paul Keating został premierem Australii.
  - Premiera filmu JFK w reżyserii Olivera Stone’a.
- 1993 – Zgromadzenie Ogólne ONZ ustanowiło 3 maja Światowym Dniem Wolności Prasy.
- 1994 – Nagła dewaluacja peso wywołała kryzys walutowy w Meksyku.
- 1995:
  - 160 osób zginęło w górach na północ od Cali w Kolumbii w katastrofie należącego do American Airlines Boeinga 757.
  - NATO rozpoczęło operację IFOR w Bośni i Hercegowinie.
- 1997 – Premiera filmu Życie jest piękne w reżyserii Roberta Benigniego.
- 1999:
  - Okil Okilow został premierem Tadżykistanu.
  - Portugalska kolonia Makau przeszła pod administrację chińską.
- 2004:
  - Traian Băsescu został zaprzysiężony na urząd prezydenta Rumunii.
  - Węgry ratyfikowały Konstytucję europejską.
- 2005 – Binjamin Netanjahu został ponownie przewodniczącym izraelskiego prawicowego ugrupowania Likud.
- 2006 – Wojna w Somalii: rozpoczęła się bitwa pod Baidoa.
- 2007 – Elżbieta II została najstarszym monarchą w historii Wielkiej Brytanii.
- 2008 – Boliwia zadeklarowała, że jest wolna od analfabetyzmu.
- 2009 – Albert Camille Vital został premierem Madagaskaru.
- 2010 – Uruchomiono komunikację tramwajową typu translohr w Mestre, leżącej na stałym lądzie miejskiej części Wenecji.
- 2014 – Papież Franciszek mianował kamerlingiem francuskiego kardynała Jeana-Louisa Taurana.
- 2015 – 77 osób zginęło, a 16 zostało rannych w wyniku osunięcia milionów ton odpadów przemysłowych połączonych z błotem ze wzgórz wokół trzech parków przemysłowych w Shenzhen na południu Chin.
- 2016 – 42 osoby zginęły, a 84 zostały ranne eksplozji fajerwerków na targowisku w Tultepec koło miasta Meksyk.
- 2018:
  - 13 górników zginęło, a 10 zostało rannych w wyniku wybuchu metanu w kopalni węgla kamiennego w czeskiej Stonawie.
  - Prezydent Michael Daniel Higgins podpisał ustawę po raz pierwszy legalizującą aborcję w Irlandii.

## Urodzili się
- 1459 – Benedetto Buglioni, włoski rzeźbiarz (zm. 1521)
- 1494 – Oronteus Finaeus, francuski matematyk, astronom, geograf (zm. 1555)
- 1537 – Jan III Waza, król Szwecji (zm. 1592)
- 1553 – Erasmus Dryden, angielski arystokrata, polityk (zm. 1632)
- 1576 – Jan Sarkander, śląski duchowny katolicki, męczennik, święty (zm. 1620)
- 1578 – Henryk Lotaryński, francuski arystokrata, wojskowy, polityk (zm. 1621)
- 1579 – John Fletcher, angielski pisarz (zm. 1625)
- 1600 – Nicolas Sanson, francuski geograf, kartograf (zm. 1667)
- 1601 – Christoph von Houwald, szwedzki, saski, polski i brandenburski generał (zm. 1661)
- 1626 – Veit Ludwig von Seckendorff, niemiecki ekonomista, prawnik, polityk (zm. 1692)
- 1629 – (data chrztu) Pieter de Hooch, holenderski malarz (zm. 1684)
- 1648 – Tommaso Ceva, włoski jezuita, poeta, matematyk, wykładowca akademicki (zm. 1737)
- 1655 – Heinrich Wilhelm Ludolf, niemiecki filolog (zm. 1712)
- 1676 – Leonard z Porto Maurizio, włoski franciszkanin, święty (zm. 1751)
- 1700 – Charles-Augustin de Ferriol d’Argental, francuski dyplomata, polityk (zm. 1788)
- 1708 – Stanisław Kostka Dembiński, polski szlachcic, polityk (zm. 1781)
- 1717 – Charles Gravier de Vergennes, francuski polityk (zm. 1787)
- 1740 – Arthur Lee, amerykański dyplomata (zm. 1792)
- 1746 – Tomasz Ostaszewski, polski duchowny katolicki, biskup płocki (zm. 1817)
- 1755 – Jörgen Zoega, duński numizmatyk, filolog klasyczny, archeolog (zm. 1809)
- 1757
  - Anna Piotrowna, rosyjska księżna (zm. 1759)
  - Tomasz Sedey, słoweński fizjolog, wykładowca akademicki (zm. 1818)
- 1781 – Edward Knatchbull, brytyjski polityk (zm. 1849)
- 1784 – Jerzy I Wilhelm, książę Schaumburg-Lippe (zm. 1860)
- 1786 – Pietro Raimondi, włoski kompozytor (zm. 1853)
- 1789 – Richard Oastler, brytyjski działacz społeczny (zm. 1861)
- 1792 – Nicolas-Toussaint Charlet, francuski malarz, grafik, karykaturzysta, pedagog (zm. 1845)
- 1800 – Charles Wood, brytyjski arystokrata, polityk (zm. 1885)
- 1802:
  - Ulick de Burgh, brytyjski arystokrata, polityk (zm. 1874)
  - Dimitrios Wulgaris, grecki polityk, premier Grecji (zm. 1878)
- 1804:
  - Aleksander Fryderyk, książę wirtemberski, generał rosyjski (zm. 1881)
  - Edward Seymour, brytyjski arystokrata, polityk (zm. 1885)
- 1805 – Thomas Graham, brytyjski fizyk, chemik, wykładowca akademicki (zm. 1869)
- 1806 – Martín Carrera, meksykański generał, polityk, tymczasowy prezydent Meksyku (zm. 1871)
- 1807 – Josyp Łozynski, ukraiński duchowny greckokatolicki, językoznawca, etnograf, publicysta, teolog, działacz społeczny (zm. 1889)
- 1811:
  - Inácio do Nascimento Morais Cardoso, portugalski duchowny katolicki, patriarcha Lizbony, kardynał (zm. 1883)
  - Miguel Payá y Rico, hiszpański duchowny katolicki, biskup Cuenca, arcybiskup Santiago de Compostela i Toledo, prymas Hiszpanii, patriarcha Indii Zachodnich, kardynał (zm. 1891)
  - Karl Bogislaus Reichert, niemiecki anatom, wykładowca akademicki (zm. 1883)
- 1812 – Teofil Nowosielski, polski pedagog, pisarz (zm. 1886)
- 1815 – James Legge, szkocki misjonarz, sinolog, tłumacz (zm. 1897)
- 1820 – Henryk Natanson, polski bankier, księgarz, wydawca pochodzenia żydowskiego (zm. 1895)
- 1824 – Henryk Krajewski, polski adwokat, polityk, spiskowiec (zm. 1897)
- 1825 – Nestor (Zass), rosyjski biskup prawosławny (zm. 1882)
- 1826 – Max von dem Borne, niemiecki szambelan, pionier hodowli ryb (zm. 1894)
- 1828 – Frigyes Korányi, węgierski lekarz (zm. 1913)
- 1832 – Haxhi Zeka, albański polityk (zm. 1902)
- 1833 – Teofil Żurowski, polski ziemianin, polityk (zm. 1908)
- 1838 – Edwin Abbott Abbott, brytyjski teolog, pisarz, pedagog (zm. 1926)
- 1839 – Moritz Jastrowitz, niemiecki neurolog, internista, psychiatra (zm. 1912)
- 1840 – Kazimierz Alchimowicz, polski malarz, rzeźbiarz (zm. 1916)
- 1841 – Ferdinand Buisson, francuski pedagog, polityk, laureat Pokojowej Nagrody Nobla (zm. 1932)
- 1842 – Otto Sinding, norweski malarz (zm. 1909)
- 1843:
  - Paul Tannery, francuski inżynier, matematyk, wykładowca akademicki (zm. 1904)
  - Albert Tschautsch, niemiecki malarz (zm. 1922)
- 1846 – Hermann Fritsche, austriacki pastor, teolog, działacz religijny, publicysta (zm. 1924)
- 1851:
  - Izabela, księżna Asturii (zm. 1931)
  - Knut Wicksell, szwedzki ekonomista, wykładowca akademicki (zm. 1926)
- 1852 – Thérèse Schwartze, holenderska malarka portrecistka (zm. 1918)
- 1856 – Reginald Blomfield, brytyjski architekt, projektant ogrodów, pisarz (zm. 1942)
- 1858 – Jan Toorop, holenderski malarz, grafik, rysownik (zm. 1928)
- 1860:
  - Jewfimij Karski, białoruski slawista, etnograf, folklorysta, paleograf, archeograf, bibliograf, językoznawca, literaturoznawca, wykładowca akademicki (zm. 1931)
  - Rafał Radziwiłłowicz, polski psychiatra, psycholog, wykładowca akademicki, wolnomularz (zm. 1929)
- 1861 – Ivana Kobilca, słoweńska malarka (zm. 1926)
- 1863:
  - Leon Karliński, polski polityk (zm. 1943)
  - Józef Unierzyski, polski malarz (zm. 1948)
- 1864:
  - Winder Laird Henry, amerykański polityk (zm. 1940)
  - Seihō Takeuchi, japoński malarz (zm. 1942)
- 1865 – Einar Holbøll, duński filantrop, naczelnik poczty królewskiej (zm. 1927)
- 1866:
  - Juliusz Álvarez Mendoza, meksykański duchowny katolicki, męczennik, święty (zm. 1927)
  - Jan Zawidzki, polski fizykochemik, polityk (zm. 1928)
- 1868 – Arturo Alessandri Palma, chilijski prawnik, polityk, prezydent Chile (zm. 1950)
- 1869 – Juan Bautista Pérez, wenezuelski prawnik, polityk, prezydent Wenezueli (zm. 1952)
- 1870 – Maurice Delafosse, francuski administrator kolonialny, afrykanista, etnolog, lektor języków obcych (zm. 1926)
- 1871 – Michalina Mościcka, polska działaczka społeczna, pierwsza dama (zm. 1932)
- 1876 – Walter Sydney Adams, amerykański astronom (zm. 1956)
- 1878 – Igor Dula, słowacki polityk, lekarz (zm. 1951)
- 1879 – Irena Kosmowska, polska działaczka niepodległościowa, ludowa i oświatowa, polityk, poseł na Sejm RP (zm. 1945)
- 1880:
  - Henryk Borewicz, polski pułkownik kawalerii (zm. 1922)
  - Walter Brack, niemiecki pływak (zm. 1919)
  - Cora Sandel, norweska pisarka (zm. 1974)
  - Witold Teofil Staniszkis, polski agrotechnik, wykładowca akademicki, polityk, poseł na Sejm Ustawodawczy i Sejm RP (zm. 1941)
- 1881 – Branch Rickey, amerykański baseballista, menadżer sportowy (zm. 1965)
- 1882:
  - Władysław Biały, polski duchowny katolicki (zm. 1940)
  - Max Sailer, niemiecki kierowca wyścigowy (zm. 1964)
  - Thomas Stamford, brytyjski polityk (zm. 1949)
- 1883 – Charles K. Gerrard, irlandzki aktor (zm. 1969)
- 1884:
  - Juozas Gruodis, litewski kompozytor (zm. 1948)
  - Eric Sandberg, szwedzki żeglarz sportowy (zm. 1966)
  - Kazimierz Zaczek, polski prawnik, polityk, tymczasowy kierownik resortu skarbu, poseł na Sejm i senator RP (zm. 1945)
- 1885:
  - Adam Chętnik, polski etnograf, muzealnik, historyk, pisarz, polityk, poseł na Sejm RP (zm. 1967)
  - Jerzy Stalony-Dobrzański, polski fotograf, publicysta (zm. 1939)
- 1886:
  - Antoni Jawornicki, polski architekt, urbanista (zm. 1950)
  - Hazel Hotchkiss Wightman, amerykańska tenisistka, działaczka sportowa (zm. 1974)
- 1887:
  - Henryk Bitner, polski historyk, publicysta, działacz socjalistyczny i komunistyczny, polityk, poseł na Sejm RP (zm. 1937)
  - Tadeusz Hilarowicz, polski prawnik, wykładowca akademicki, działacz społeczny i polityczny (zm. 1958)
  - Ja’akow Kliwnow, izraelski polityk (zm. 1966)
- 1889:
  - Alicja Halicka, polska malarka (zm. 1974)
  - Wacław Kaj, polski podpułkownik piechoty (zm. 1935)
  - Aleksander Kulczyński, polski major piechoty (zm. 1977)
  - Elemér Pászti, węgierski gimnastyk (zm. 1965)
  - Božidar Širola, chorwacki kompozytor (zm. 1956)
- 1890:
  - Jaroslav Heyrovský, czeski chemik, wykładowca akademicki, laureat Nagrody Nobla (zm. 1967)
  - Józef Jodkowski, polski archeolog, numizmatyk (zm. 1950)
  - Karmel Sastre Sastre, hiszpański duchowny katolicki, męczennik, błogosławiony (zm. 1936)
- 1891:
  - Erik Almlöf, szwedzki lekkoatleta, trójskoczek (zm. 1971)
  - Axel Andersen, duński gimnastyk (zm. 1931)
  - Wacław Izdebski, polski aktor (zm. 1973)
  - Maria (Skobcowa), rosyjska mniszka i święta prawosławna, poetka, współpracowniczka francuskiego ruchu oporu (zm. 1945)
- 1892 – Apolinary Żebrowski, polski podpułkownik uzbrojenia, inżynier, konstruktor (zm. 1973)
- 1893:
  - Mikołaj Bołtuć, polski generał brygady (zm. 1939)
  - Charlotte Bühler, niemiecka psycholog (zm. 1974)
  - Wilhelm Frankl, niemiecki pilot wojskowy, as myśliwski (zm. 1917)
  - Vilhelm Lange, duński gimnastyk (zm. 1950)
  - Mieczysław Popławski, polski filolog klasyczny, historyk, wykładowca akademicki (zm. 1946)
- 1894:
  - Kazimierz Dobrowolski, polski socjolog, etnolog, wykładowca akademicki (zm. 1987)
  - Robert Menzies, australijski polityk, premier Australii (zm. 1978)
  - Bronisław Półturzycki, polski generał dywizji, polityk, poseł na Sejm PRL (zm. 1969)
- 1895:
  - Stanisław Arnold, polski historyk, wykładowca akademicki (zm. 1973)
  - Adam Bar, polski historyk literatury, bibliograf, edytor (zm. 1955)
  - Władysław Świątecki, polski kapitan pilot inżynier (zm. 1944)
- 1896:
  - Frederick Browning, brytyjski generał (zm. 1965)
  - Adam Bunsch, polski malarz, dramatopisarz (zm. 1969)
- 1898 – Irene Dunne, amerykańska aktorka (zm. 1990)
- 1899:
  - Teresa Grodzińska, polska sanitariuszka, ochotniczka (zm. 1920)
  - Finn Ronne, amerykański polarnik pochodzenia fińskiego (zm. 1980)
- 1900:
  - Gabby Hartnett, amerykański baseballista (zm. 1972)
  - Andrzej Mycielski, polski prawnik, konstytucjonalista (zm. 1993)
  - Aleksander Stefanowicz, polski pułkownik (zm. 1985)
  - Wanda Zabłocka, polska botanik (zm. 1978)
- 1901:
  - Teofila Koronkiewicz, polska aktorka (zm. 1985)
  - Robert J. Van de Graaff, amerykański fizyk, konstruktor (zm. 1967)
- 1902:
  - Jerzy, książę Kentu (zm. 1942)
  - Jerzy Nel, polski autor tekstów piosenek, scenarzysta, żołnierz AK, uczestnik powstania warszawskiego (zm. 1956)
  - Pawieł Polakow, kozacki emigracyjny poeta, prozaik, publicysta (zm. 1991)
- 1903:
  - Georges Antenen, szwajcarski kolarz szosowy (zm. 1979)
  - Adelbert Schulz, niemiecki generał major (zm. 1944)
  - Domingo Tarasconi, argentyński piłkarz (zm. 1991)
- 1904:
  - Lissy Arna, niemiecka aktorka (zm. 1964)
  - Jewgienija Ginzburg, rosyjska pisarka, dziennikarka, pracowniczka naukowa pochodzenia żydowskiego (zm. 1977)
- 1905:
  - Albert Dekker, amerykański aktor, polityk (zm. 1968)
  - Bogumił Krygowski, polski geograf, geolog, geomorfolog (zm. 1977)
  - Alina Rossman, polska działaczka podziemia antykomunistycznego (zm. 1948)
- 1906:
  - Ignatij Nowikow, radziecki polityk (zm. 1993)
  - Dick White, brytyjski funkcjonariusz służb specjalnych (zm. 1993)
- 1907:
  - Jan Badura, polski piłkarz (zm. 1975)
  - István Bárány, węgierski pływak (zm. 1995)
  - Al Rinker, amerykański wokalista i kompozytor jazzowy (zm. 1982)
- 1908:
  - Konstanty Dobrzyński, polski poeta (zm. 1939)
  - Władysława Kostakówna, polska laureatka konkursów piękności (zm. 2001)
  - Curt Löwgren, szwedzki aktor (zm. 1967)
- 1909:
  - Jerzy Chojnacki, polski rzeźbiarz, malarz, fotoreporter (zm. 1988)
  - Reuwen Sziloah, izraelski polityk, założyciel i pierwszy dyrektor Mosadu (zm. 1959)
- 1910:
  - Stefan Lasota, polski piłkarz, trener (zm. 1976)
  - Helene Mayer, niemiecka florecistka pochodzenia żydowskiego (zm. 1953)
  - Czesław Ostańkowicz, polski oficer AK, dziennikarz, prozaik, poeta (zm. 1982)
  - Fritz Stolze, niemiecki piłkarz wodny, bramkarz (zm. 1973)
  - Witold Tumasz, białoruski emigracyjny historyk, publicysta, pisarz, działacz ruchu narodowego (zm. 1998)
- 1911:
  - Syed Wajid Ali, pakistański działacz sportowy (zm. 2008)
  - Hortense Calisher, amerykańska pisarka (zm. 2009)
  - Helena Michalewicz, polska nauczycielka, polityk, poseł na Sejm PRL (zm. 1978)
- 1912:
  - Dorothy Brookshaw, kanadyjska lekkoatletka, sprinterka (zm. 1962)
  - Arthur Mollner, amerykański koszykarz (zm. 1995)
- 1913 – Ernst Ihbe, niemiecki kolarz torowy (zm. 1992)
- 1914:
  - Harry F. Byrd Jr., amerykański polityk, senator (zm. 2013)
  - Irena Dołgow-Ciring, rosyjska skrzypaczka, kompozytorka, pedagog (zm. 1987)
- 1915:
  - Nazarszo Dodchudojew, tadżycki i radziecki polityk (zm. 2000)
  - Aziz Nesin, turecki pisarz, satyryk (zm. 1995)
- 1916:
  - William Lloyd Barry, nowozelandzki działacz religijny, członek Ciała Kierowniczego Świadków Jehowy (zm. 1999)
  - Paul Brickhill, australijski pisarz (zm. 1991)
  - Maria Kraińska, polska pielęgniarka, jeźdźczyni sportowa (zm. 2002)
  - Morrie Schwartz, amerykański socjolog pochodzenia żydowskiego (zm. 1995)
- 1917:
  - Han B. Aalberse, holenderski wydawca, pisarz, tłumacz (zm. 1983)
  - David Bohm, amerykański fizyk pochodzenia żydowskiego (zm. 1992)
  - Gonzalo Rojas, chilijski poeta, wykładowca akademicki (zm. 2011)
  - Audrey Totter, amerykańska aktorka (zm. 2013)
- 1918:
  - Nikołaj Głuszkow, radziecki polityk (zm. 1999)
  - Herm Schaefer, amerykański koszykarz (zm. 1980)
- 1919:
  - Herbert Hentschke, niemiecki działacz komunistyczny, generał major Stasi (zm. 1991)
  - Mieczysław Rzepiela, polski ekonomista, polityk, poseł na Sejm PRL (zm. 2007)
  - Tamara Wiszniewska, polska aktorka (zm. 1981)
- 1920:
  - Aharon Jariw, izraelski generał, polityk (zm. 1994)
  - Väinö Linna, fiński pisarz (zm. 1992)
  - Czesław Mankiewicz, polski generał dywizji (zm. 1990)
  - Vlasta Pokorná-Depetrisová, czeska tenisistka stołowa (zm. 2003)
  - Johan Sundberg, szwedzki strzelec sportowy (zm. 2004)
- 1921:
  - George Roy Hill, amerykański reżyser filmowy (zm. 2002)
  - Dominik Morawski, polski publicysta, dziennikarz, działacz społeczny (zm. 2016)
  - Paul Hisao Yasuda, japoński duchowny katolicki, arcybiskup Osaki (zm. 2016)
- 1922:
  - Armando Farro, argentyński piłkarz (zm. 1982)
  - František Václav Mareš, czeski językoznawca (zm. 1994)
- 1923:
  - Wiesław Chrzanowski, polski prawnik, polityk, marszałek Sejmu RP (zm. 2012)
  - Józef Gucwa, polski duchowny katolicki, biskup pomocniczy tarnowski (zm. 2004)
- 1924:
  - Charlie Callas, amerykański komik, aktor (zm. 2011)
  - Elżbieta Daniszewska, polska poetka (zm. 2013)
  - Friederike Mayröcker, austriacka poetka (zm. 2021)
  - Alexander Schenker, amerykański slawista (zm. 2019)
  - Ewa Zdzieszyńska, polska aktorka (zm. 1998)
- 1925:
  - María Rosa Gallo, argentyńska aktorka (zm. 2004)
  - Benito Lorenzi, włoski piłkarz (zm. 2007)
- 1926:
  - Maurice Agulhon, francuski historyk (zm. 2014)
  - Misael Escuti, chilijski piłkarz, bramkarz (zm. 2005)
  - Ewa Fiszer, polska poetka, tłumaczka (zm. 2000)
  - John Holland, nowozelandzki lekkoatleta, płotkarz (zm. 1990)
  - Geoffrey Howe, brytyjski polityk (zm. 2015)
  - Otto Graf Lambsdorff, niemiecki polityk (zm. 2009)
  - Mosze Marzouk, izraelski szpieg (zm. 1955)
  - Jerzy Nawrocki, polski polityk, minister nauki, szkolnictwa wyższego i techniki, poseł na Sejm PRL (zm. 1990)
- 1927:
  - John Michael Beaumont, brytyjski arystokrata (zm. 2016)
  - Kim Young-sam, południowokoreański polityk, prezydent Korei Południowej (zm. 2015)
  - Longin Jan Okoń, polski prozaik, poeta, publicysta, krytyk literacki, działacz społeczny (zm. 2020)
- 1928 – Stanisław Postnikow, radziecki generał armii (zm. 2012)
- 1929:
  - Charles Baur, francuski przedsiębiorca, samorządowiec, polityk (zm. 2015)
  - Giuseppe Ferraioli, włoski duchowny katolicki, arcybiskup, nuncjusz apostolski (zm. 2000)
  - Salim al-Huss, libański polityk, minister spraw zagranicznych, premier i prezydent Libanu (zm. 2024)
  - Lee Hyun-jae, południowokoreański polityk, premier Korei Południowej
  - Max McAlary, australijski zapaśnik (zm. 2025)
  - Don Sunderlage, amerykański koszykarz (zm. 1961)
- 1930:
  - Regīna Ezera, łotewska pisarka pochodzenia polskiego (zm. 2002)
  - Valentina Kameníková, czeska pianistka, pedagog pochodzenia ukraińsko-żydowskiego (zm. 1989)
- 1931:
  - Agnieszka Draber-Mońko, polska biolog, wykładowczyni akademicka (zm. 2018)
  - Maurice Graham, australijski rugbysta, trener, działacz sportowy (zm. 2015)
  - Mala Powers, amerykańska aktorka (zm. 2007)
  - Ike Skelton, amerykański polityk (zm. 2013)
  - Romuald Wojna, polski historyk (zm. 2023)
- 1932:
  - Sidonia Błasińska, polska aktorka (zm. 2012)
  - John Hillerman, amerykański aktor (zm. 2017)
  - Gary Hughes, kanadyjski hokeista (zm. 2021)
  - Teijirō Tanikawa, japoński pływak (zm. 2025)
- 1933:
  - Jean Carnahan, amerykańska polityk, senator (zm. 2024)
  - Rik Van Looy, belgijski kolarz szosowy i torowy (zm. 2024)
  - Marcel Uderzo, francuski rysownik, autor komiksów (zm. 2021)
- 1934:
  - Adam Czerniawski, polski pisarz, tłumacz
  - Julius Darmaatmadja, indonezyjski duchowny katolicki, arcybiskup Dżakarty, kardynał
  - Ole Espersen, duński prawnik, działacz społeczny, polityk, minister sprawiedliwości (zm. 2020)
- 1935:
  - Henry E. Brown Jr., amerykański polityk
  - Teofil Kowalski, polski bokser, trener (zm. 2020)
- 1936:
  - Niki Bettendorf, luksemburski polityk, samorządowiec, burmistrz Bertrange (zm. 2018)
  - Józef Ćwiertnia, polski reżyser i scenarzysta filmów animowanych (zm. 2022)
  - Jerzy Gruchalski, polski polityk, poseł na Sejm PRL (zm. 1996)
- 1937:
  - Myrna Bustani, libańska przedsiębiorczyni i polityczka
  - Bohdan Mazurek, polski kompozytor, reżyser dźwięku, pedagog (zm. 2014)
  - Andrzej Otrębski, polski pisarz
- 1938:
  - Henryk Brejza, polski piłkarz
  - Giuseppe Brienza, włoski polityk
  - Aleksandar Kozlina, chorwacki piłkarz (zm. 2013)
  - Betsy Snite, amerykańska narciarka alpejska (zm. 1984)
  - Gianfranco Stella, włoski biegacz narciarski
- 1939:
  - Szabolcs Esztényi, węgiersko-polski kompozytor, pianista, pedagog (zm. 2024)
  - Kathryn Joosten, amerykańska aktorka (zm. 2012)
  - Zenona Kuranda, polska pielęgniarka, polityk, poseł na Sejm PRL (zm. 2022)
- 1940:
  - Josef Haring, niemiecki duchowny katolicki, biskup Limoeiro do Norte (zm. 2023)
  - Yamini Krishnamurthy, indyjska tancerka (zm. 2024)
  - Ignacy Lewandowski, polski aktor (zm. 2009)
  - Dominic Mai Luong, wietnamski duchowny katolicki, biskup Orange w Kalifornii (zm. 2017)
  - Janusz Orbitowski, polski malarz, pedagog (zm. 2017)
  - Anatolij Rieznikow, rosyjski reżyser filmów animowanych (zm. 2018)
  - Ewa Serocka, polska polityk, senator RP
- 1941:
  - Telman Gdlan, rosyjski polityk, działacz społeczny pochodzenia ormiańskiego
  - Dave Stallworth, amerykański koszykarz (zm. 2017)
  - Herbert Szafraniec, polski psycholog, tłumacz, polityk, poseł na Sejm RP (zm. 2013)
- 1942:
  - Antoni Fałat, polski malarz, rysownik, grafik (zm. 2024)
  - Bob Hayes, amerykański lekkoatleta, sprinter (zm. 2002)
  - Odd Martinsen, norweski biegacz narciarski
- 1943:
  - Antonio Buoncristiani, włoski duchowny katolicki, arcybiskup Sieny
  - Jacqueline Pearce, brytyjska aktorka (zm. 2018)
  - Jerzy Tarsiński, polski gitarzysta, członek zespołu Skaldowie
- 1944:
  - Bobby Colomby, amerykański perkusista, producent muzyczny, członek zespołu Blood, Sweat & Tears
  - Othon Valentim Filho, brazylijski piłkarz, trener (zm. 2024)
  - Adam Tylus, polski generał brygady
- 1945:
  - Peter Criss, amerykański perkusista, wokalista, członek zespołu KISS
  - Jean-Marc Guillou, francuski piłkarz, trener
  - Tom Tancredo, amerykański polityk pochodzenia włoskiego
  - Witold Tulibacki, polski filozof, wykładowca akademicki (zm. 2006)
- 1946:
  - John Bertrand, australijski żeglarz sportowy
  - Uri Geller, izraelski iluzjonista
  - Bill Hosket, amerykański koszykarz
  - Aleksandra Kisłowa, rosyjska szachistka
  - Hannes Manninen, fiński polityk
  - John Spencer, amerykański aktor (zm. 2005)
  - Dick Wolf, amerykański producent i scenarzysta filmowy i telewizyjny
- 1947:
  - William Allen, amerykański żeglarz sportowy
  - Gigliola Cinquetti, włoska piosenkarka
  - Malcolm Cooper, brytyjski strzelec sportowy (zm. 2001)
  - Francisco Javier Martínez Fernández, hiszpański duchowny katolicki, arcybiskup Grenady
  - Stevie Wright, australijski muzyk, wokalista, kompozytor (zm. 2015)
- 1948:
  - Alan Parsons, brytyjski muzyk, producent muzyczny, inżynier dźwięku
  - Matti Pitkänen, fiński biegacz narciarski
  - Daniel Rébillard, francuski kolarz torowy i szosowy
  - Mitsuko Uchida, japońska pianistka
- 1949:
  - Vytautas Butkus, litewski wioślarz
  - Cecil Cooper, amerykański baseballista
  - Andrzej Kozioł, polski wokalista, członek zespołu Vox (zm. 2022)
- 1950:
  - Krzysztof Augustin, polski malarz, grafik, rysownik
  - Arturo Márquez, meksykański kompozytor
  - Bill Newton, amerykański koszykarz
  - Wiesław Okoński, polski polityk, poseł na Sejm RP
  - Théodule Toulotte, francuski zapaśnik
  - Marek Wielgus, polski działacz sportowy, fotograf, polityk, poseł na Sejm RP (zm. 1996)
- 1951:
  - Wolfgang Güldenpfennig, niemiecki wioślarz
  - Waldemar Smaszcz, polski historyk i krytyk literacki, eseista, tłumacz
  - Teresa Tomsia, polska poetka, animatorka kultury
- 1952:
  - Jenny Agutter, brytyjska aktorka, piosenkarka
  - Lee Nak-yon, południowokoreański polityk, premier Korei Południowej
  - Manuel Nájera, meksykański piłkarz
  - Józef Ziubrak, polski lekkoatleta, długodystansowiec
- 1953:
  - Maciej Dunal, polski wokalista i aktor musicalowy (zm. 2014)
  - Wojciech Gawłowski, polski poeta
  - Maurizio Gervasoni, włoski duchowny katolicki, arcybiskup Vigevano
  - Natalia Golnik, polska fizyk, profesor nauk technicznych (zm. 2020)
  - Ryszard Grząślewicz, polski matematyk, wykładowca akademicki (zm. 2005)
  - Stefan Machowicz, polski ekonomista, samorządowiec, polityk, wicewojewoda chełmski (zm. 2025)
- 1954:
  - Bolívar, brazylijski piłkarz
  - Wim Crusio, holenderski neurobiolog
  - François Fonlupt, francuski duchowny katolicki, biskup biskup Rodez
  - Koen Lenaerts, belgijski prawnik, wykładowca akademicki, sędzia Trybunału Sprawiedliwości Unii Europejskiej
  - Coleen Rowley, amerykańska agentka FBI, sygnalistka
- 1955:
  - Michał Buchowski, polski antropolog społeczny, filozof, kulturoznawca
  - Hans-Jürgen Riediger, niemiecki piłkarz
  - Martin Schulz, niemiecki polityk, przewodniczący Parlamentu Europejskiego
- 1956:
  - Muhammad uld Abd al-Aziz, mauretański generał, polityk, prezydent Mauretanii
  - Fahmida Mirza, pakistańska polityk
- 1957:
  - Billy Bragg, brytyjski muzyk, autor tekstów, aktywista ruchu robotniczego
  - Andrzej Sądej, polski judoka
  - Mike Watt, amerykański basista, wokalista, kompozytor, członek zespołu The Stooges
  - Ana Wisi, grecka piosenkarka, kompozytorka pochodzenia cypryjskiego
- 1958:
  - Karel Choennie, surinamski duchowny katolicki, biskup Paramaribo
  - Jerome Ehlers, australijski aktor (zm. 2014)
  - Jolanta Komsa, polska lekkoatletka, skoczkini wzwyż
  - Atsuji Miyahara, japoński zapaśnik
  - Jean-Santos Muntubila, kongijski piłkarz, trener
- 1959:
  - Jewhen Czerwonenko, ukraiński polityk
  - Jackie Fox, amerykańska basistka, autorka tekstów, członkini zespołu The Runaways
  - Scott Goodyear, kanadyjski kierowca wyścigowy
  - Hildegard Körner, niemiecka lekkoatletka, biegaczka średniodystansowa
  - Kazimierz Marcinkiewicz, polski fizyk, pedagog, polityk, poseł na Sejm i premier RP
  - Trent Tucker, amerykański koszykarz
- 1960:
  - Jiří Hynek, czeski przedsiębiorca, menedżer, polityk
  - Kim Ki-duk, południowokoreański aktor, reżyser filmowy (zm. 2020)
  - Mariusz Piasecki, polski hokeista
- 1961:
  - Jesús José Herrera Quiñonez, meksykański duchowny katolicki, biskup Nuevo Casas Grandes
  - Richard Jutras, kanadyjski aktor
  - Mike Keneally, amerykański gitarzysta, kompozytor
  - Agnieszka Kijewska, polska historyk filozofii starożytnej i średniowiecznej, profesor nauk humanistycznych
  - Freddie Spencer, amerykański motocyklista wyścigowy
- 1962:
  - Algis Kašėta, litewski samorządowiec, polityk
  - Sarmīte Ķikuste, łotewska lekarka, polityk
  - Milda Vainiutė, litewska prawnik, polityk, minister sprawiedliwości (zm. 2024)
- 1963:
  - Joel Gretsch, amerykański aktor
  - Helena, hiszpańska księżna
  - Karen Moncrieff, amerykańska aktorka, scenarzystka i reżyserka filmowa
  - Gjergj Xhuvani, albański reżyser i scenarzysta filmowy (zm. 2019)
- 1964:
  - Mark Coleman, amerykański zapaśnik, zawodnik mieszanych sztuk walki
  - Mlađan Dinkić, serbski ekonomista, polityk
  - Morten Løkkegaard, duński dziennikarz, polityk
  - Ognjana Petrowa, bułgarska kajakarka
  - Leszek Szerepka, polski historyk, urzędnik, dyplomata
- 1965:
  - Guido Knycz, włoski kierowca wyścigowy
  - Marcão, brazylijski piłkarz
- 1966:
  - Thomas Dufter, niemiecki kombinator norweski
  - Milenia Fiedler, polska montażystka filmowa
  - Ed de Goey, holenderski piłkarz, bramkarz, trener
  - Myrra Malmberg, szwedzka piosenkarka, artystka musicalowa
  - George Scott, szwedzki bokser pochodzenia liberyjskiego
  - Yumi Tōma, japońska aktorka głosowa, piosenkarka
- 1967:
  - Eugenia Cauduro, meksykańska aktorka
  - Mazuz Bin Dżada, algierski zapaśnik
- 1968:
  - Doina Ignat, rumuńska wioślarka
  - Dariusz Snarski, polski bokser
  - Karl Wendlinger, austriacki kierowca wyścigowy
- 1969:
  - Nicușor Dan, rumuński matematyk, polityk
  - Jacek Dembiński, polski piłkarz
  - Nigel Donohue, brytyjski judoka, zapaśnik
  - Claus Eftevaag, norweski piłkarz
  - Hege Kirsti Frøseth, norweska piłkarka ręczna
  - Thorsten Grasshoff, niemiecki aktor
  - Kenji Ogiwara, japoński kombinator norweski
  - Tsugiharu Ogiwara, japoński kombinator norweski
  - Zahra Ouaziz, marokańska lekkoatletka, biegaczka długodystansowa
  - Bobby Phills, amerykański koszykarz (zm. 2000)
  - Arlene Xavier, brazylijska siatkarka
  - Chisa Yokoyama, japońska aktorka głosowa, piosenkarka
- 1970:
  - Nicole de Boer, kanadyjska aktorka
  - Ołeksandr Fedenko, ukraiński kolarz torowy i szosowy
  - Sohail Khan, indyjski aktor
  - Alister McRae, szkocki kierowca rajdowy
  - Maciej Rudnicki, polski prawnik, polityk, poseł na Sejm RP, wiceminister środowiska
- 1971:
  - Cezary Dobies, polski poeta, prozaik
  - Hugo Girard, kanadyjski kulturysta, trójboista siłowy, strongman
  - Salvador González Morales, meksykański duchowny katolicki, biskup pomocniczy miasta Meksyk
- 1972:
  - Jan Čaloun, czeski hokeista, trener
  - Christian Moser, austriacki skoczek narciarski
  - Anders Odden, norweski gitarzysta
  - Anja Rücker, niemiecka lekkoatleta, sprinterka
- 1973:
  - Gabriele Dell’Otto, włoski rysownik
  - Nadia Farès, francuska aktorka
  - Kerryann Ifill, barbadoska polityczka
  - Maarja Kangro, estońska poetka, pisarka, tłumaczka
  - Antti Kasvio, fiński pływak
  - Paweł Skibiński, polski historyk, politolog, wykładowca akademicki, publicysta
- 1974:
  - Ewa Bogacz-Wojtanowska, polska specjalistka nauk o zarządzaniu, wykładowczyni akademicka
  - János Mátyus, węgierski piłkarz
  - Pietro Piller Cottrer, włoski biegacz narciarski
  - Hubert Siejewicz, polski sędzia piłkarski
  - Gabriela Toma, rumuńska koszykarka
- 1975:
  - Bartosz Bosacki, polski piłkarz
  - Graham Hopkins, irlandzki perkusista
  - Allan Oras, estoński kolarz górski i szosowy
- 1976:
  - Saliou Diallo, gwinejski piłkarz, bramkarz
  - Damian Konieczek, polski śpiewak operowy (bas)
  - Aleksiej Korniew, rosyjski szachista
  - Ron Leszem, izraelski pisarz
  - Ian Price, amerykański snowboardzista
- 1977:
  - Robert Kubiszyn, polski muzyk jazzowy, kompozytor, aranżer, producent muzyczny
  - Petr Zapletal, czeski siatkarz
- 1978:
  - Chris Coyne, australijski piłkarz
  - Armando Estrada, amerykański wrestler, menedżer pochodzenia kubańsko-palestyńskiego
  - Alex Kim, amerykański tenisista
  - Andriej Markow, rosyjski hokeista
  - Magrão, brazylijski piłkarz
  - Dominik Smyrgała, polski historyk, urzędnik państwowy
  - Amanda Swisten, amerykańska aktorka, modelka
  - Bouabdellah Tahri, francuski lekkoatleta, długodystansowiec pochodzenia algierskiego
- 1979:
  - David Forde, irlandzki piłkarz, bramkarz
  - Espen Johnsen, norweski piłkarz, bramkarz
  - Emilija Podrug, chorwacka koszykarka
  - Michael Rogers, australijski kolarz szosowy i torowy
  - Alicja Trzebunia, polska łyżwiarka szybka
  - Tomasz Żuchowski, polski inżynier, urzędnik państwowy
- 1980:
  - Israel Castro, meksykański piłkarz
  - Ashley Cole, angielski piłkarz
  - Martín Demichelis, argentyński piłkarz
  - Chris Edwards, brytyjski basista, członek zespołu Kasabian[6]
  - Sunday Ibrahim, nigeryjski piłkarz
- 1981:
  - Julien Benneteau, francuski tenisista
  - Leo Bertos, nowozelandzki piłkarz
  - María del Carmen Paredes, boliwijska lekkoatletka, tyczkarka
  - Ferenc Ilyés, węgierski piłkarz ręczny
  - Marek Matějovský, czeski piłkarz
  - Ewa Nowakowska, polska lekkoatletka, wieloboistka
  - Adrian Perdjon, polski aktor
  - James Shields, amerykański baseballista
- 1982:
  - Keny Arkana, francuska raperka
  - David Cook, amerykański piosenkarz
  - Ludumo Galada, południowoafrykański bokser (zm. 2009)
  - Devon Kershaw, kanadyjski biegacz narciarski
  - David Wright, amerykański baseballista
  - Kornelia Wróblewska, polska dziennikarka, polityk, poseł na Sejm RP
- 1983:
  - Nelli Aliszewa, rosyjska siatkarka
  - Jonah Hill, amerykański aktor, komik, producent filmowy
  - Chelsea Johnson, amerykańska lekkoatletka, tyczkarka
  - Agata Rosłońska, polska łyżwiarka figurowa
  - Lara Stone, holenderska modelka
  - Robert Tobin, brytyjski lekkoatleta, sprinter
  - Ognjen Vukojević, chorwacki piłkarz
- 1984:
  - Ilean Almaguer, meksykańska aktorka
  - Sachiko Masumi, japońska lekkoatletka, skoczkini w dal
  - Emilia Mikue Ondo, lekkoatletka z Gwinei Równikowej, biegaczka średniodystansowa
  - Juan Carlos Salgado, meksykański bokser
- 1985:
  - Jelizawieta Bojarska, rosyjska aktorka
  - Dino Djiba, senegalski piłkarz
  - Guo Dan, chińska łuczniczka sportowa
  - Ilijan Micanski, bułgarski piłkarz
- 1986:
  - Tamás Lőrincz, węgierski sztangista
  - Johnny Palacios, honduraski piłkarz
  - Oksana Sliwienko, ukraińska sztangistka
- 1987:
  - Borgore, izraelski producent muzyczny
  - Emmanuel Ekpo, nigeryjski piłkarz
  - Monika Szczęsna, polska lekkoatletka, sprinterka
  - Triyatno, indonezyjski sztangista
  - Michihiro Yasuda, japoński piłkarz
- 1988:
  - Fathi Al-Talhy, libijski piłkarz
  - Mayra Herrera, gwatemalska lekkoatletka, chodziarka
  - Denise Herrmann, niemiecka biegaczka narciarska
  - Adam Hloušek, czeski piłkarz
  - Klaudia Kaczorowska, polska siatkarka
  - Mario Moraes, brazylijski kierowca wyścigowy
- 1989:
  - Elif Onur, turecka siatkarka
  - Izabela Zwierzyńska, polska aktorka, modelka
- 1990:
  - Nzuzi Toko Bundebele, kongijski piłkarz
  - Bartosz Cedzyński, polski siatkarz
  - Kaspars Dubra, łotewski piłkarz
  - Andrea Guasch, hiszpańska aktorka, piosenkarka, tancerka
  - JoJo, amerykańska piosenkarka
  - Adam Kemp, amerykański koszykarz
  - Lorela Manu, grecka lekkoatletka, tyczkarka
  - Teja Oblak, słoweńska koszykarka
  - Marta Xargay, hiszpańska koszykarka
- 1991:
  - Natalia Aispurúa, argentyńska siatkarka
  - Joss Christensen, amerykański narciarz dowolny
  - Jorginho, włoski piłkarz pochodzenia brazylijskiego
  - Jillian Rose Reed, amerykańska aktorka
  - Fabian Schär, szwajcarski piłkarz
- 1992:
  - Andriej Dieputat, rosyjski łyżwiarz figurowy pochodzenia ukraińskiego
  - Loïs Diony, francuski piłkarz
  - Bartłomiej Kluth, polski siatkarz
- 1993:
  - Andrea Belotti, włoski piłkarz
  - Jana Jegorian, rosyjska szablistka
  - Luwagga Kizito, ugandyjski piłkarz
  - Erik McCree, amerykański koszykarz
  - Robeisy Ramírez, kubański bokser
  - Damian Szwarnowiecki, polski judoka
- 1994:
  - William Carrier, kanadyjski hokeista
  - Giulio Ciccone, włoski kolarz szosowy
  - Wesley Iwundu, amerykański koszykarz
  - Pouya, amerykański raper, autor tekstów
  - Maja Rasińska, polska judoczka
  - Ryan Thomas, nowozelandzki piłkarz
- 1995:
  - Anžejs Pasečņiks, łotewski koszykarz
  - Feliks Zemdegs, australijski speedcuber
- 1996:
  - Amanda Coneo, kolumbijska siatkarka
  - Damian Dróżdż, polski żużlowiec
  - Marko Kvasina, austriacki piłkarz pochodzenia chorwackiego
  - Harry Lewis, belizeński piłkarz
  - Zuzanna Sklepowicz, polska koszykarka
  - Andriej Sobakariow, rosyjski biegacz narciarski
  - Frane Vojković, chorwacki piłkarz
- 1997:
  - Stan Dewulf, belgijski kolarz szosowy
  - De’Aaron Fox, amerykański koszykarz
  - Suzuka Nakamoto, japońska piosenkarka, modelka
  - Salomé Nyirarukundo, rwandyjska lekkoatletka, biegaczka długodystansowa
  - Sofja Proswirnowa, rosyjska łyżwiarka szybka, specjalistka short tracku
- 1998:
  - Rick van Drongelen, holenderski piłkarz
  - Kylian Mbappé, francuski piłkarz pochodzenia kameruńsko-algierskiego
- 1999:
  - Jack Jean-Baptiste, honduraski piłkarz pochodzenia haitańskiego
  - Mohit Grewal, indyjski zapaśnik
  - Kim Ye-jin, południowokoreańska łyżwiarka szybka, specjalistka short tracku
- 2000:
  - Alassane Kanté, senegalski piłkarz
  - Eliza Rucka, polska biegaczka narciarska
- 2001:
  - Sepp van den Berg, holenderski piłkarz
  - Facundo Pellistri, urugwajski piłkarz
  - Omar Rekik, tunezyjski piłkarz
  - Marcelo Suárez, boliwijski piłkarz
- 2002 – Bartosz Florczak, polski hokeista
- 2003:
  - Florence Brunelle, kanadyjska łyżwiarka szybka, specjalistka short tracku
  - Oumar Diakité, iworyjski piłkarz
  - Leopold Querfeld, austriacki piłkarz
- 2005 – Colin Heathcock, amerykański szablista

## Zmarli
- 217 – Zefiryn, papież (ur. ?)
- 860 – Ethelbald, król Wesseksu (ur. ok. 834)
- 910 – Alfons III Wielki, król Asturii (ur. ok. 848)
- 1072 – Dominik z Silos, hiszpański benedyktyn, święty (ur. ok. 1000)
- 1281 – Hartmann, książę niemiecki (ur. ok. 1263)
- 1310 – Pedro Rodríguez, hiszpański kardynał (ur. ?)
- 1340 – Jan I Dziecię, książę Dolnej Bawarii (ur. 1329)
- 1355 – Stefan Urosz IV Duszan, car Serbii (ur. ok. 1308)
- 1356 – Gaillard de la Mothe, francuski kardynał (ur. ?)
- 1423 – Robert de Chaudesolles, francuski benedyktyn (ur. ?)
- 1448 – Jan z Příbrami, czeski działacz reformacyjny, teolog husycki, pisarz (ur. ok. 1387)
- 1494 – Matteo Maria Boiardo, włoski poeta (ur. 1441)
- 1520 – Amanieu d’Albret, francuski kardynał (ur. 1478)
- 1539 – Johannes Lupi, franko-flamandzki kompozytor (ur. 1506)
- 1552 – Katarzyna von Bora, niemiecka reformatorka religijna, żona Marcina Lutra (ur. 1499)
- 1590 – Ambroise Paré, francuski chirurg (ur. ok. 1510)
- 1596 – Stanisław Sierakowski, polski szlachcic, polityk, kalwinista (ur. ?)
- 1602 – Juan de Zúñiga Flores, hiszpański duchowny katolicki, wielki inkwizytor Hiszpanii (ur. ?)
- 1612 – Ludwig Iselin, szwajcarski uczony (ur. 1559)
- 1642 – Christian Carpzov, niemiecki prawnik (ur. 1605)
- 1644 – Stanisław Bonifacy Mniszech, polski szlachcic, polityk (ur. 1580)
- 1679 – Mauritz Johan von Nassau-Siegen, książę Nassau, gubernator generalny holenderskiej Brazylii (ur. 1604)
- 1689 – Emmanuel Brzostowski, pisarz wielki litewski (ur. ?)
- 1690 – Jonasz (Sysojewicz), rosyjski biskup prawosławny (ur. ok. 1607)
- 1722 – Kangxi, cesarz Chin (ur. 1654)
- 1764 – Erik Pontoppidan, duński duchowny luterański, teolog, ornitolog (ur. 1698)
- 1765 – Ludwik Ferdynand Burbon, delfin Francji (ur. 1729)
- 1766 – Giorgio Massari, włoski architekt (ur. 1687)
- 1768 – Carlo Innocenzo Frugoni, włoski poeta (ur. 1692)
- 1770 – Jean Baptiste de Sénac, francuski lekarz (ur. 1693)
- 1773 – Karol Wielopolski, polski szlachcic, polityk, wojskowy (ur. ?)
- 1783 – Antonio Soler, hiszpański kompozytor (ur. 1729)
- 1785 – Karol Fryderyk, książę Hohenzollern-Sigmaringen (ur. 1724)
- 1786 – Hannah Ocuish, Indianka, najmłodsza kobieta skazana na śmierć na kontynencie amerykańskim (ur. 1774)
- 1794 – Jan Krystian Grecz, polski generał (ur. ok. 1721)
- 1807 – Paweł Twardy, polski duchowny ewangelicko-augsburski, wydawca i pisarz religijny (ur. 1737)
- 1814 – Jan Konopka, polski generał brygady (ur. 1777)
- 1825 – Tymoteusz Gorzeński, polski duchowny katolicki, biskup gnieźnieński i prymas Polski (ur. 1743)
- 1831 – Wincenty Romano, włoski duchowny katolicki, święty (ur. 1751)
- 1834 – Maurycy Mochnacki, polski publicysta polityczny, teoretyk polskiego romantyzmu, pianista (ur. 1803)
- 1837 – Natalia Golicyna, rosyjska arystokratka, dama dworu (ur. 1741)
- 1838 – François Pouqueville, francuski dyplomata, pisarz, lekarz, historyk (ur. 1770)
- 1842 – John Dubois, amerykański duchowny katolicki, biskup Nowego Jorku pochodzenia francuskiego (ur. 1764)
- 1849:
  - Dionisio Aguado, hiszpański kompozytor, gitarzysta (ur. 1784)
  - William Miller, amerykański kaznodzieja (ur. 1782)
- 1859 – Ewa Felińska, polska pisarka, działaczka niepodległościowa (ur. 1793)
- 1867 – Ludwig Friedrich Kämtz, niemiecki fizyk, meteorolog (ur. 1801)
- 1868 – Nestor Kukolnik, rosyjski prozaik, dramaturg (ur. 1809)
- 1875 – Michaił Pogodin, rosyjski historyk, pisarz, dziennikarz (ur. 1800)
- 1877:
  - Johann Christian Konrad von Hofmann, niemiecki teolog luterański (ur. 1810)
  - Heinrich Daniel Ruhmkorff, niemiecki mechanik, konstruktor przyrządów elektrotechnicznych (ur. 1803)
- 1880:
  - Marcin Rojewski, polski ziemianin, uczestnik powstania listopadowego, działacz emigracyjny (ur. 1798)
  - Kasper Tochman, polski prawnik, uczestnik powstania listopadowego, działacz polonijny (ur. 1797)
- 1883 – Tadeusz Prek, polski ziemianin, polityk (ur. ok. 1833)
- 1884 – Domenico Consolini, włoski kardynał, wysoki urzędnik Kurii Rzymskiej (ur. 1806)
- 1885 – Max Seifriz, niemiecki skrzypek, dyrygent, kapelmistrz, kompozytor (ur. 1827)
- 1886 – Johann Friedrich Horner, szwajcarski okulista, wykładowca akademicki (ur. 1831)
- 1887 – Lorenzo Ilarione Randi, włoski kardynał, wysoki urzędnik Kurii Rzymskiej (ur. 1818)
- 1889 – Konstancja Gładkowska, polska śpiewaczka (ur. 1810)
- 1891 – Msiri, założyciel i władca Królestwa Yeke (ur. ?)
- 1895 – Nektariusz (Dimitrijević), serbski biskup prawosławny (ur. 1839)
- 1904 – Aleksandra Badeńska, księżna Sachsen-Coburg-Gotha (ur. 1820)
- 1906 – Stanisław Werner, polski działacz niepodległościowy i socjalistyczny (ur. 1888)
- 1911:
  - William McGregor, szkocki działacz piłkarski (ur. 1846)
  - Paul Topinard, francuski lekarz, antropolog, wykładowca akademicki (ur. 1830)
- 1914 – Jopie Fourie, południowoafrykański żołnierz, bohater narodowy (ur. 1878)
- 1915 – Mikołaj (Ziorow), rosyjski biskup prawosławny (ur. 1851)
- 1916 – Adolf Donndorf, niemiecki rzeźbiarz (ur. 1835)
- 1917:
  - Eric Campbell, szkocki aktor (ur. 1879)
  - Frederick McCubbin, australijski malarz (ur. 1855)
  - Lucien Petit-Breton, francuski kolarz szosowy (ur. 1882)
- 1918 – Ali ibn Hammud, sułtan Zanzibaru (ur. 1884)
- 1919:
  - Philip Fysh, australijski przedsiębiorca, polityk, premier Tasmanii (ur. 1835)
  - Liu Shipei, chiński filolog, działacz anarchistyczny (ur. 1884)
  - Władysław Pawlica, polski geolog, petrograf, mineralog, taternik, narciarz, turysta, fotograf (ur. 1886)
  - Jan Stadnicki, polski ziemianin, inżynier, polityk (ur. 1841)
- 1921:
  - Hans Hartwig von Beseler, niemiecki generał pułkownik (ur. 1850)
  - Julius Richard Petri, niemiecki bakteriolog (ur. 1852)
- 1923 – Leopold Loewenfeld, niemiecki neurolog pochodzenia żydowskiego (ur. 1847)
- 1924 – Kazimierz Rzętkowski, polski internista, wykładowca akademicki (ur. 1870)
- 1925 – Eugen Fraenkel, niemiecki patolog, bakteriolog pochodzenia żydowskiego (ur. 1853)
- 1929:
  - Ryūsei Kishida, japoński malarz (ur. 1891)
  - Émile Loubet, francuski adwokat, polityk, prezydent Francji (ur. 1838)
- 1930 – Hermann Dostal, austriacki kompozytor, aranżer (ur. 1874)
- 1931 – Gustaf Kossinna, niemiecki archeolog, lingwista, wykładowca akademicki (ur. 1858)
- 1932:
  - Dmitrij Kurski, radziecki polityk (ur. 1874)
  - Edmund Załęski, polski chemik, agrotechnik, wykładowca akademicki (ur. 1863)
- 1933 – Stanisław Ptaszycki, polski historyk, wydawca (ur. 1853)
- 1934:
  - Nikołaj Marr, gruziński archeolog, językoznawca, wykładowca akademicki pochodzenia szkockiego (ur. 1865)
  - Jan Popowski, polski salezjanin, misjonarz (ur. 1880)
- 1935 – Tadeusz Skarga-Gaertig, polski major kawalerii (ur. 1888)
- 1936:
  - Peter Norbeck, amerykański prawnik, polityk (ur. 1870)
  - Danyło Stachura, ukraiński prawnik, adwokat, polityk (ur. 1860)
  - Maria Szapiro, polska nauczycielka, działaczka ruchu robotniczego pochodzenia żydowskiego (ur. 1879)
- 1937:
  - Erich Ludendorff, niemiecki generał, działacz społeczny (ur. 1865)
  - Ściapan Niekraszewicz, białoruski naukowiec, działacz społeczny (ur. 1885)
- 1939:
  - Matilda Howell, amerykańska łuczniczka (ur. 1859)
  - Hans Langsdorff, niemiecki oficer marynarki (ur. 1894)
  - Aleksy Rżewski, polski działacz socjalistyczny, niepodległościowy i samorządowy, prezydent Łodzi (ur. 1885)
- 1941:
  - Ludwik Miłkowski-Baumbach, polski pułkownik lekarz (ur. 1877)
  - Igor Siewierianin, rosyjski poeta (ur. 1887)
- 1942:
  - Franciszek Duszak, polski i radziecki działacz komunistyczny (ur. 1883)
  - Jean Gilbert, niemiecki kompozytor (ur. 1879)
  - Antonina Sokolicz, polska pisarka, publicystka, tłumaczka, aktorka, działaczka kulturalna i społeczna, aktywistka ruchu socjalistycznego i komunistycznego (ur. 1879)
- 1943:
  - Anita Augspurg, niemiecka prawnik dziennikarka, pisarka, feministka, pacyfistka, działaczka na rzecz praw kobiet (ur. 1857)
  - Ernst Kaufmann, szwajcarski kolarz szosowy i torowy (ur. 1895)
  - Calvin Lloyd, amerykański strzelec sportowy (ur. 1888)
- 1944:
  - Władysław Pacholczyk, polski nauczyciel, działacz narodowy, członek NOW, podporucznik NSZ (ur. 1903)
  - Zdzisław Podgórski, polski major saperów, inżynier (ur. 1889)
  - Marceli Słodki, polski malarz, grafik żydowskiego pochodzenia (ur. 1892)
- 1946 – Einosuke Harada, japoński okulista (ur. 1892)
- 1947 – George Rous, brytyjski arystokrata, polityk (ur. 1862)
- 1948 – C. Aubrey Smith, brytyjski aktor (ur. 1863)
- 1949 – Walter Kock, niemiecki funkcjonariusz i zbrodniarz nazistowski (ur. 1902)
- 1950:
  - Fu Sinian, chiński historyk, wykładowca akademicki (ur. 1896)
  - Alojzy Machalica, polski nauczyciel, polityk, poseł na Sejm RP (ur. 1884)
  - Enrico Mizzi, maltański prawnik, dziennikarz, polityk, premier Malty (ur. 1885)
  - Stanisław Nawrocki, polski kompozytor, pianista (ur. 1894)
- 1951:
  - Antoni Durcovici, rumuński duchowny katolicki, biskup Jassów, błogosławiony (ur. 1888)
  - Władysław Podlacha, polski historyk sztuki, wykładowca akademicki (ur. 1875)
- 1952:
  - Joseph Gionali, albański duchowny katolicki, opat terytorialny Shën Llezhri i Oroshit biskup Sapë (ur. 1875)
  - Ivan Olbracht, czeski pisarz, publicysta, dziennikarz (ur. 1882)
- 1953:
  - King O’Malley, australijski polityk (ur. 1878)
  - Bronisław Sabat, polski fizyk, rentgenolog (ur. 1871)
- 1954:
  - Frank Connah, walijski piłkarz (ur. 1884)
  - James Hilton, brytyjski pisarz (ur. 1900)
  - Aleksandr Kondakow, radziecki polityk (ur. 1908)
- 1955:
  - Josef Limburg, niemiecki rzeźbiarz, złotnik (ur. 1874)
  - William Smith, południowoafrykański bokser (ur. 1904)
- 1956 – Paul Bonatz, niemiecki architekt (ur. 1877)
- 1957 – Jan Peutz, holenderski lekarz (ur. 1886)
- 1958 – Josef Berze, austriacki psychiatra (ur. 1866)
- 1959 – Kazimierz Straszewski, polski inżynier elektryk i inżynier mechanik (ur. 1879)
- 1961 – Earle Page, australijski lekarz, polityk, premier Australii (ur. 1880)
- 1962:
  - Emil Artin, austriacki matematyk pochodzenia ormiańskiego (ur. 1898)
  - Gertruda Toskańska, arcyksiężniczka austriacka (ur. 1900)
- 1963:
  - Paul Constantinescu, rumuński kompozytor, pedagog (ur. 1909)
  - Gustaw Morcinek, polski pisarz, publicysta, polityk, poseł na Sejm PRL (ur. 1891)
  - Carl-Hermann Mueller-Graaf, niemiecki prawnik, dyplomata (ur. 1903)
  - Roger Plaxton, kanadyjski hokeista (ur. 1904)
  - Medar Shtylla, albański lekarz, polityk komunistyczny (ur. 1904)
- 1964 – Henryk Jędrzejewski, polski działacz socjalistyczny i związkowy (ur. 1906)
- 1965:
  - Karol Hanusz, polski aktor (ur. 1894)
  - Wilhelm Malaniuk, austriacki prawnik, sędzia, wykładowca akademicki, urzędnik państwowy (ur. 1906)
  - Michał Straszewski, polski dyplomata, publicysta (ur. 1876)
- 1966:
  - Albert Göring, niemiecki przedsiębiorca, antynazista (ur. 1895)
  - Matwiej Manizer, rosyjski rzeźbiarz (ur. 1891)
  - Marian Przewłocki, polski generał brygady (ur. 1888)
- 1968:
  - Max Brod, czeski pisarz, kompozytor (ur. 1884)
  - Józef Kamiński, polski kapitan rezerwy, bankowiec, samorządowiec, polityk, poseł na Sejm RP (ur. 1896)
  - Henryk Niewodniczański, polski fizyk jądrowy, wykładowca akademicki (ur. 1900)
  - Axel Petersen, duński piłkarz (ur. 1887)
  - John Steinbeck, amerykański pisarz, laureat Nagrody Nobla (ur. 1902)
- 1969:
  - Adolfo Consolini, włoski lekkoatleta, dyskobol (ur. 1917)
  - James H. Duff, amerykański prawnik, polityk (ur. 1883)
  - Wojciech Mondry, polski duchowny katolicki, dziennikarz (ur. 1887)
- 1970:
  - Gyula Halasy, węgierski strzelec sportowy (ur. 1891)
  - Ubald Kolařík, czechosłowacki generał, geograf (ur. 1886)
- 1971:
  - Roy Oliver Disney, amerykański producent filmowy, przedsiębiorca (ur. 1893)
  - Rachim Ibragimow, radziecki polityk (ur. 1904)
  - Shigeyoshi Suzuki, japoński piłkarz, trener (ur. 1902)
- 1972:
  - Günter Eich, niemiecki poeta (ur. 1907)
  - Gabby Hartnett, australijski baseballista (ur. 1900)
  - Karel Kaers, belgijski kolarz szosowy i torowy (ur. 1914)
- 1973:
  - Raffaele Cadorna Junior, włoski wojskowy, dyplomata, polityk (ur. 1889)
  - Luis Carrero Blanco, hiszpański wojskowy, polityk, premier Hiszpanii (ur. 1903)
  - Bobby Darin, amerykański piosenkarz, kompozytor pochodzenia włoskiego (ur. 1936)
  - Daniela Gromska, polska badaczka dziejów filozofii, filolog klasyczna, wykładowczyni akademicka (ur. 1889)
  - Isis Kischka, francuski malarz pochodzenia żydowskiego (ur. 1908)
  - Osman Myderrizi, albański językoznawca, orientalista, wykładowca akademicki (ur. 1891)
  - Kardos Tibor, węgierski historyk literatury, tłumacz, filolog, wykładowca akademicki (ur. 1908)
- 1974:
  - André Jolivet, francuski kompozytor (ur. 1905)
  - Cy Marshall, amerykański kierowca wyścigowy (ur. 1902)
  - Rajani Palme Dutt, brytyjski działacz komunistyczny, dziennikarz pochodzenia hindusko-szwedzkiego (ur. 1896)
- 1976 – Osyp Maszczak, ukraiński działacz nacjonalistyczny (ur. 1908)
- 1977:
  - Wasilij Ananjicz, radziecki kontradmirał (ur. 1900)
  - Kazimierz Kosztirko, polski prawnik, prokurator generalny PRL (ur. 1917)
- 1978:
  - Robin Reed, amerykański zapaśnik (ur. 1899)
  - Stanisław Skrzeszewski, polski nauczyciel, działacz partyjny, polityk, minister oświaty i spraw zagranicznych (ur. 1901)
  - Zdzisław Styczeń, polski piłkarz (ur. 1894)
- 1979 – Janina Gemel, polska nauczycielka, działaczka społeczna (ur. 1917)
- 1980:
  - Dagmar Salén, szwedzka żeglarka sportowa (ur. 1901)
  - Minoru Shibuya, japoński reżyser filmowy (ur. 1907)
- 1981 – Győző Mogyorossy, węgierski gimnastyk (ur. 1914)
- 1982:
  - Raisa Aronowa, radziecka major lotnictwa (ur. 1920)
  - Pēteris Briedis, łotewski polityk komunistyczny (ur. 1905)
  - Kazimierz Kolańczyk, polski historyk prawa, wykładowca akademicki (ur. 1915)
  - Artur Rubinstein, polski pianista pochodzenia żydowskiego (ur. 1887)
  - Jan Siudowski, polski artysta fotograf (ur. 1922)
- 1983 – Maulaj Abd Allah, książę marokański (ur. 1935)
- 1984:
  - Stanley Milgram, amerykański psycholog społeczny (ur. 1933)
  - Dmitrij Ustinow, rosyjski dowódca wojskowy, inżynier, polityk (ur. 1908)
- 1985 – Coral Buttsworth, australijska tenisistka (ur. 1900)
- 1987 – Tadeusz Stawowiak, polski generał brygady (ur. 1928)
- 1988 – Mirosław Szabuniewicz, polski architekt (ur. 1903)
- 1990:
  - Valeriu Călinoiu, rumuński piłkarz (ur. 1928)
  - Rusi Christozow, bułgarski polityk komunistyczny (ur. 1914)
  - Leif Pedersen, norweski piłkarz (ur. 1924)
  - Grigorij Rieczkałow, radziecki generał major lotnictwa (ur. 1920)
  - Gerszom Szoken, izraelski dziennikarz, wydawca, polityk (ur. 1912)
- 1991:
  - Jan Rosner, polski prawnik, ekonomista, wykładowca akademicki (ur. 1906)
  - Albert Van Vlierberghe, belgijski kolarz szosowy, torowy i przełajowy (ur. 1942)
  - Gaston Waringhien, francuski lingwista, tłumacz, leksykograf, esperantysta (ur. 1901)
- 1992 – Peter Wirnsberger II, austriacki narciarz alpejski (ur. 1968)
- 1993:
  - William Edwards Deming, amerykański statystyk, wykładowca akademicki (ur. 1900)
  - Wylie Draper, amerykański aktor (ur. 1969)
  - Jerzy Szabelewski, polski tancerz baletowy, choreograf (ur. 1910)
  - Tadeusz Zaorski, polski urzędnik państwowy (ur. 1917)
- 1994 – Dean Rusk, amerykański polityk, dyplomata (ur. 1909)
- 1996:
  - Włodzimierz Nowakowski, polski aktor, lektor (ur. 1945)
  - Carl Sagan, amerykański astronom, pisarz (ur. 1934)
- 1997:
  - Richard Glazar, czeski więzień obozu w Treblince, pamiętnikarz pochodzenia żydowskiego (ur. 1920)
  - Denise Levertov, amerykańska poetka, pisarka pochodzenia brytyjskiego (ur. 1923)
  - Fiodor Simaszow, rosyjski biegacz narciarski (ur. 1945)
- 1998:
  - Alan Lloyd Hodgkin, brytyjski biochemik, laureat Nagrody Nobla (ur. 1914)
  - Kazimierz Kropidłowski, polski lekkoatleta, skoczek w dal (ur. 1931)
- 1999:
  - Halina Koźniewska, polska neurochirurg, polityk, poseł na Sejm PRL (ur. 1920)
  - Irving Rapper, amerykański reżyser filmowy pochodzenia brytyjskiego (ur. 1898)
- 2000 – Józef Wiaderny, polski polityk, działacz związkowy (ur. 1943)
- 2001:
  - Jerzy Rosołowski, polski dziennikarz, lektor, spiker radiowy i telewizyjny (ur. 1930)
  - Léopold Sédar Senghor, senegalski poeta, polityk, prezydent Senegalu (ur. 1906)
  - Tadeusz Starzyński, polski lekkoatleta, trójskoczek, trener (ur. 1923)
- 2002 – Grote Reber, amerykański astronom amator (ur. 1911)
- 2003 – Grigore Grigoriu, mołdawski aktor (ur. 1941)
- 2004:
  - Roy Dieks, holenderski szachista (ur. 1956)
  - Pierre-Marie Gy, francuski duchowny katolicki (ur. 1922)
- 2005:
  - Louis Biesbrouck, holenderski piłkarz (ur. 1921)
  - Raoul Bott, węgierski matematyk (ur. 1923)
  - Argentina Brunetti, argentyńska aktorka (ur. 1907)
  - Gienrich Fiedosow, rosyjski piłkarz, trener (ur. 1932)
  - Andrzej Jurczak, polski aktor (ur. 1941)
  - Óscar López, kolumbijski piłkarz (ur. 1939)
- 2006:
  - Melky Goeslaw, indonezyjski piosenkarz, menedżer bokserski (ur. 1947)
  - Kazimierz Makarewicz, polski generał dywizji (ur. 1924)
- 2007 – Arabella Churchill, brytyjska filantropka (ur. 1949)
- 2008:
  - Olga Kondratiewa, białoruska piłkarka ręczna (ur. 1982)
  - Olga Lepieszyńska, rosyjska balerina (ur. 1916)
  - Robert Mulligan, amerykański reżyser filmowy (ur. 1925)
  - Albin Planinec, słoweński szachista (ur. 1944)
  - Igor Trubieckoj, rosyjsko-francuski kierowca wyścigowy (ur. 1912)
- 2009:
  - Antoni Mruk, polski duchowny katolicki (ur. 1914)
  - Brittany Murphy, amerykańska aktorka, piosenkarka (ur. 1977)
- 2011:
  - Hana Andronikova, czeska pisarka (ur. 1967)
  - Leopold Unger, polski dziennikarz, publicysta pochodzenia żydowskiego (ur. 1922)
- 2012:
  - Leslie Claudius, indyjski hokeista na trawie (ur. 1927)
  - Jimmy McCracklin, amerykański muzyk, pianista, wokalista, kompozytor (ur. 1921)
  - Aleksander Pełczyński, polski matematyk (ur. 1932)
  - Zbigniew Radwański, polski prawnik (ur. 1924)
- 2013:
  - Piotr Bołotnikow, rosyjski lekkoatleta, długodystansowiec (ur. 1930)
  - Herbert Hlubek, polski duchowny katolicki, duszpasterz akademicki (ur. 1929)
  - Lord Infamous, amerykański raper (ur. 1973)
  - Gyula Maár, węgierski reżyser i scenarzysta filmowy (ur. 1934)
  - Nelly Omar, argentyńska piosenkarka, aktorka (ur. 1911)
  - David Richards, brytyjski producent muzyczny (ur. 1956)
- 2016:
  - Toby Hemenway, amerykański ekolog, pisarz (ur. 1952)
  - Patrick Jenkin, brytyjski polityk (ur. 1926)
  - Michèle Morgan, francuska aktorka (ur. 1920)
  - Zbigniew Paliwoda, polski żołnierz, uczestnik podziemia antykomunistycznego (ur. 1929)
- 2017:
  - Henryk Cioch, polski prawnik, adwokat, sędzia Trybunału Konstytucyjnego, polityk, senator RP (ur. 1951)
  - Jean-Jacques Guyon, francuski jeździec sportowy (ur. 1932)
  - Kazimierz Koś, polski dyplomata (ur. 1931)
  - Bernard Law, amerykański duchowny katolicki, arcybiskup Bostonu, kardynał (ur. 1931)
  - Maciej Miatkowski, polski działacz opozycji antykomunistycznej (ur. 1941)
  - Stan Pilecki, australijski rugbysta pochodzenia polskiego (ur. 1947)
- 2018:
  - Romuald Dębski, polski ginekolog (ur. 1956)
  - Donald Moffat, amerykański aktor (ur. 1930)
- 2019:
  - Matti Ahde, fiński polityk, minister, przewodniczący Eduskunty (ur. 1945)
  - Stefan Garwatowski, polski malarz, grafik (ur. 1931)
  - Jan Stanisław Lipiński, polski matematyk (ur. 1923)
  - Roland Matthes, niemiecki pływak (ur. 1950)
  - Ryszard Radwański, polski aktor (ur. 1953)
- 2020:
  - Doug Anthony, australijski polityk, wicepremier (ur. 1929)
  - Anthony Banzi, tanzański duchowny katolicki, biskup Tanga (ur. 1946)
  - Nicette Bruno, brazylijska aktorka (ur. 1933)
  - Florencio Olvera Ochoa, meksykański duchowny katolicki, biskup Cuernavaca (ur. 1933)
  - Stanisław Poburka, polski siatkarz, trener (ur. 1930)
  - Ihor Skoczylas, ukraiński historyk (ur. 1967)
  - Dietrich Weise, niemiecki piłkarz, trener (ur. 1934)
- 2021:
  - Jiří Čadek, czeski piłkarz (ur. 1935)
  - Miroslav Čopjak, czeski trener piłkarski (ur. 1963)
  - Giuseppe Galante, włoski wioślarz (ur. 1937)
  - Mieczysław Machnicki, polski poeta, prozaik (ur. 1943)
  - Wiesław Makarewicz, polski biochemik (ur. 1935)
  - Michał Rokicki, polski pływak (ur. 1984)
  - Andrzej Rozpłochowski, polski mechanik, działacz opozycji antykomunistycznej (ur. 1950)
- 2022:
  - Kira Gałczyńska, polska dziennikarka, pisarka (ur. 1936)
  - Lech Kuropatwiński, polski przedsiębiorca, samorządowiec, związkowiec, polityk, poseł na Sejm RP (ur. 1947)
  - Luigi Stucchi, włoski duchowny katolicki, biskup pomocniczy Mediolanu (ur. 1941)
  - Tadeusz Werno, polski duchowny katolicki, biskup pomocniczy koszalińsko-kołobrzeski (ur. 1931)
- 2023:
  - Andrea Barberi, włoski lekkoatleta, sprinter (ur. 1979)
  - Mohammad Jusuf Bejdun, libański prawnik, polityk (ur. 1931)
  - Frank Riggs, amerykański polityk (ur. 1950)
  - Ireneusz Skubiś, polski duchowny katolicki, duszpasterz akademicki, dziennikarz (ur. 1938)
  - Harrie Smeets, holenderski duchowny katolicki, biskup Roermond (ur. 1960)
  - Torben Ulrich, duński tenisista, malarz (ur. 1928)
- 2024:
  - George Eastham, angielski piłkarz, trener (ur. 1936)
  - Giovanni Graber, włoski saneczkarz (ur. 1939)
  - Rickey Henderson, amerykański baseballista (ur. 1958)
  - Thierry Jacob, francuski bokser (ur. 1965)
  - Josef Schnusenberg, niemiecki działacz piłkarski, prezes klubu FC Schalke 04 (ur. 1941)
  - George Zebrowski, amerykański pisarz science fiction, wydawca, krytyk literacki (ur. 1945)
  - Helena Zeťová, czeska piosenkarka (ur. 1980)